# デバーン・ハンサック
デバーン・ハンサック（Devern Brandon Hansack , 1978年2月5日 - ）は、ニカラグア共和国パールラグーン出身の元プロ野球選手（投手）。右投右打。

## 経歴

### プロ入りとアストロズ傘下時代
1999年10月21日に、アマチュアFAでヒューストン・アストロズに入団。
2000年と2001年はベネズエラン・サマーリーグでプレー。
2002年は傘下A-級トリシティ・バレーキャッツで12試合に登板し、3勝4敗、防御率3.60という成績だった。
2003年は傘下A級レキシントン・レジェンズで22試合に登板し、10勝6敗、防御率4.52という成績だった。
2004年3月29日にアストロズを自由契約となった。

### ニカラグア時代
2004年からは、母国ニカラグアのウィンターリーグであるリーガ・ニカラグエンセ・デ・ベイスボル・プロフェシオナルでプレーした。この時代はロブスターの漁師も兼ねていたという。

### レッドソックス時代
2005年12月9日にボストン・レッドソックスと契約を結んだ。
2006年は、傘下AA級ポートランド・シードッグスで8勝7敗、防御率3.26の成績を残し、9月23日のトロント・ブルージェイズ戦でメジャー初登板初先発を果たした。この試合は5回を6安打3失点に抑えたが負け投手となった。10月1日、シーズン最終戦となるボルチモア・オリオールズ戦に先発し、5回を1四球のみのノーヒットに抑えたところで雨天コールドとなった。1991年の規則の変更で公式にはノーヒットノーランにはならなかったが、完投と完封は記録された。この年は2試合登板、1勝1敗、防御率2.70という数字を残した。
2007年は、スプリングトレーニングで好成績を収めるも、開幕は傘下AAA級ポータケット・レッドソックスで迎えた。5月3日にマイク・ティムリンのDL入りに伴ってメジャーに昇格した。しかし、1試合のみの登板で、5月11日にAAA級ポータケットへ降格した。5月18日にジョシュ・ベケットのDL入りに伴ってメジャーに再昇格したが、またしても1試合のみの登板でAAA級ポータケットに再降格となった。最終的にこの年は3試合の登板に終わった。
2008年も、開幕をAAA級ポータケットで迎えた。9月7日にメジャーに昇格。4試合に登板し1勝を挙げた。
2009年は、4月22日に自由契約となったが、27日に再契約した。この年は右肩痛のためAAA級ポータケットで1試合に登板したにとどまった。オフの11月9日にFAとなった。
2010年1月25日にマイナー契約で再契約した。しかし、登板機会がないまま5月18日に自由契約となった。

## 詳細情報

### 年度別投手成績
| 年 度    | 球 団    | 登 板 | 先 発 | 完 投 | 完 封 | 無 四 球 | 勝 利 | 敗 戦 | セ 丨 ブ | ホ 丨 ル ド | 勝 率 | 打 者 | 投 球 回 | 被 安 打 | 被 本 塁 打 | 与 四 球 | 敬 遠 | 与 死 球 | 奪 三 振 | 暴 投 | ボ 丨 ク | 失 点 | 自 責 点 | 防 御 率 | W H I P |
| -------- | -------- | ----- | ----- | ----- | ----- | -------- | ----- | ----- | -------- | ----------- | ----- | ----- | -------- | -------- | ----------- | -------- | ----- | -------- | -------- | ----- | -------- | ----- | -------- | -------- | ------- |
| 2006     | BOS      | 2     | 2     | 1     | 1     | 0        | 1     | 1     | 0        | 0           | .500  | 36    | 10.0     | 6        | 2           | 1        | 0     | 0        | 8        | 0     | 0        | 3     | 3        | 2.70     | 0.70    |
| 2007     | BOS      | 3     | 1     | 0     | 0     | 0        | 0     | 1     | 0        | 0           | .000  | 38    | 7.2      | 9        | 2           | 5        | 0     | 0        | 5        | 0     | 0        | 5     | 4        | 4.70     | 1.83    |
| 2008     | BOS      | 4     | 0     | 0     | 0     | 0        | 1     | 0     | 0        | 0           | 1.000 | 26    | 6.2      | 6        | 0           | 1        | 0     | 0        | 5        | 0     | 0        | 5     | 3        | 4.05     | 1.05    |
| MLB：3年 | MLB：3年 | 9     | 3     | 1     | 1     | 0        | 2     | 2     | 0        | 0           | .500  | 100   | 24.1     | 21       | 4           | 7        | 0     | 0        | 18       | 0     | 0        | 13    | 10       | 3.70     | 1.15    |